# El Galliner (associació cultural)
|  | Per a altres significats, vegeu «Galliner (desambiguació)». |

El Galliner és una associació cultural que va néixer l'any 1995 a Manresa
Els tres grans objectius de l'associació han estat: treballar per la recuperació del teatre Kursaal, oferir una programació estable de teatre i dansa a Manresa i la dinamització sociocultural del Bages. El 2007, er les Festes de la Llum, onze anys després de fundació van reeixir a recupera el Kursaal, gràcies a la implicació ciutadana i a la complicitat dels responsables de l'ajuntament.

## Història
L'any 1995, Jordi Soler, Joan Cirera, Àngels Fusté, David Pintó, Jordi Purtí, Francesc Padró, Joan Closas i Joan Morros (tots ells vinculats al món cultural manresà) van proposar a l'Ajuntament de Manresa recuperar el Kursaal. El 24 de desembre d'aquell mateix any també es va dur a terme la primera activitat de l'entitat: l'Acció Kursaal 2006 que va consistir en un recorregut per l'interior del teatre tancat i abandonat des de 1998 amb l'acompanyament de diferents actors i actrius, ballarins i cantaires de la comarca (entre molts d'altres, Agustí Soler i Mas, Carles Gilabert, l'Orfeó Manresà o el grup musical Els convidats).
Aquesta primera acció de l'entitat pretenia posar en evidència l'estat de deixadesa en què es trobava l'equipament i constatar la pertinença d’un dels objectius fundacionals de l’associació: treballar per la recuperació del Kursaal com a equipament cultural i tornar-lo a posar en funcionament el 2007. Aquell dia va començar un repte pel qual van apostar gairebé 800 persones que ja des d’aquell dia es van sumar a la causa comprant per 2.000 pessetes una entrada per a la inauguració del Kursaal. A partir de llavors, l'associació va organitzar múltiples accions de mobilització ciutadana (els debats ‘Kursa al 2006’ al 1997, la jornada ‘Kursaal, ser o no ser’ el 1999, i en el mateix any la ‘Marató del Kursaal’, en què el pati del vell teatre va acollir durant dotze hores més de 40 espectacles i durant la qual es van recollir mes de 10.000 signatures a favor de la recuperació del teatre, entre elles de diferents personalitats del món de l'espectacle català. Un altre objectiu de l’associació va ser el de demostrar la necessitat d’un teatre com el Kursaal, i ho va fer incrementant el públic de teatre Conservatori, que llavors acollia la programació teatral de la ciutat.
Joan Morros és el coordinador de l'entitat des de l'any 1995.